# 南アイスランド
南アイスランド（アイスランド語：Suðurland）は、アイスランド南部に位置する地方である。。人口密度が1人/km²にも満たない、自然の多く残る地域である。広大な平地に草原が広がり、牧畜が行われる。沿岸には港町が無く、そのためアイスランドの主要作業である漁業はあまり行われない。
域内最大の都市はセルフォス。その他の主な集落にはクヴェラゲルジ、エイラルバッキ(Eyrarbakki)、ヘットラ(Hella)、クヴォルスヴォールル(Hvolsvöllur)、ヴィークがある。
この地域には世界遺産のシンクヴェトリル国立公園の他、間欠泉ゲイシール、ヘクラ火山、ミーダルス氷河がある。こういったアイスランドの主要な観光スポットが集中し、首都レイキャヴィークからバスで日帰り出来る範囲であるため、観光客の人気が高い地域である。